# Tres (canción de Libido)
«Tres» es el sencillo del álbum Hembra de Libido. Fue compuesta por Antonio Jáuregui. En 2001 ocupó el puesto 10 de Los 100 + pedidos del 2001. Este tema en 2002 fue el tema abanderado que hizo ganar a Libido en los MTV Video Music Awards Latinoamérica 2002. En 2010 la cadena internacional MTV hizo un recuento de los 100 mejores vídeos de la década en el programa 10 años, 100 videos, y para la categoría Centro este tema ocupó el quinto lugar.

## Vídeo
El vídeo de esta canción estuvo a cargo del director chileno Juan Pablo Olivares. En este vídeo se muestra al grupo con un estilo más glam. Y en escenas finales se puede observar un peculiar término: "Concepto Libido".

## Letra
Antonio Jauregui dijo en una entrevista que era la base del tiempo. Sin embargo, Jeffry declaró: "Algunos lo relacionan con un triángulo amoroso", y Manolo: "tiene que ver con el tiempo: tres años después te sigues sintiendo igual".

## Posiciones en rankings
| Año  | Ranking                    | Ubicación |
| ---- | -------------------------- | --------- |
| 2001 | Los 100 + pedidos del 2001 | 10        |
| 2010 | 10 años, 100 videos        | 5         |

## Curiosidades
-Ocupó el 5.º lugar del conteo 10 años, 100 vídeos.
-Es una de las canciones más pedidas en los conciertos de la banda.
-En varias escenas del vídeo se acuña la frase: Concepto Libido, término bastante peculiar más adelante entre los fanes, jóvenes y creadores de páginas en tributo a la banda. En el 2011 se creó un grupo de fanes llamado "Concepto Libido" en honor a esta banda de rock limeña.
- Datos: Q6152146